# Anarconaturismo
O anarconaturismo, também referido como naturismo anarquista e anarquismo naturista, apareceu no final do século XIX como a união das filosofias anarquista e naturista. Em muitas das comunidades alternativas estabelecidas na Grã-Bretanha no início de 1900, "nudismo, anarquismo, vegetarianismo e amor livre eram aceitos como parte de um modo de vida politicamente radical". Na década de 1920, os habitantes da comunidade anarquista em Whiteway, perto de Stroud em Gloucestershire, "chocaram os residentes conservadores da área com sua nudez descarada". Principalmente, teve importância dentro dos círculos anarquistas individualistas na Espanha, França, Portugal e Cuba.
O anarconaturismo defende o vegetarianismo, o amor livre, o nudismo, as caminhadas e uma visão ecológica do mundo dentro e fora dos grupos anarquistas. O anarconaturismo também promove uma visão de mundo ecológica, pequenas ecovilas e, principalmente, o nudismo como forma de evitar a artificialidade da sociedade de massa industrial da modernidade. Os anarquistas individualistas naturistas veem o indivíduo em seus aspectos biológicos, físicos e psicológicos e tentam eliminar as determinações sociais.

## História

### Influências iniciais
Uma importante influência inicial no naturismo anarquista foi o pensamento de Henry David Thoreau, Leo Tolstoy e Élisée Reclus.

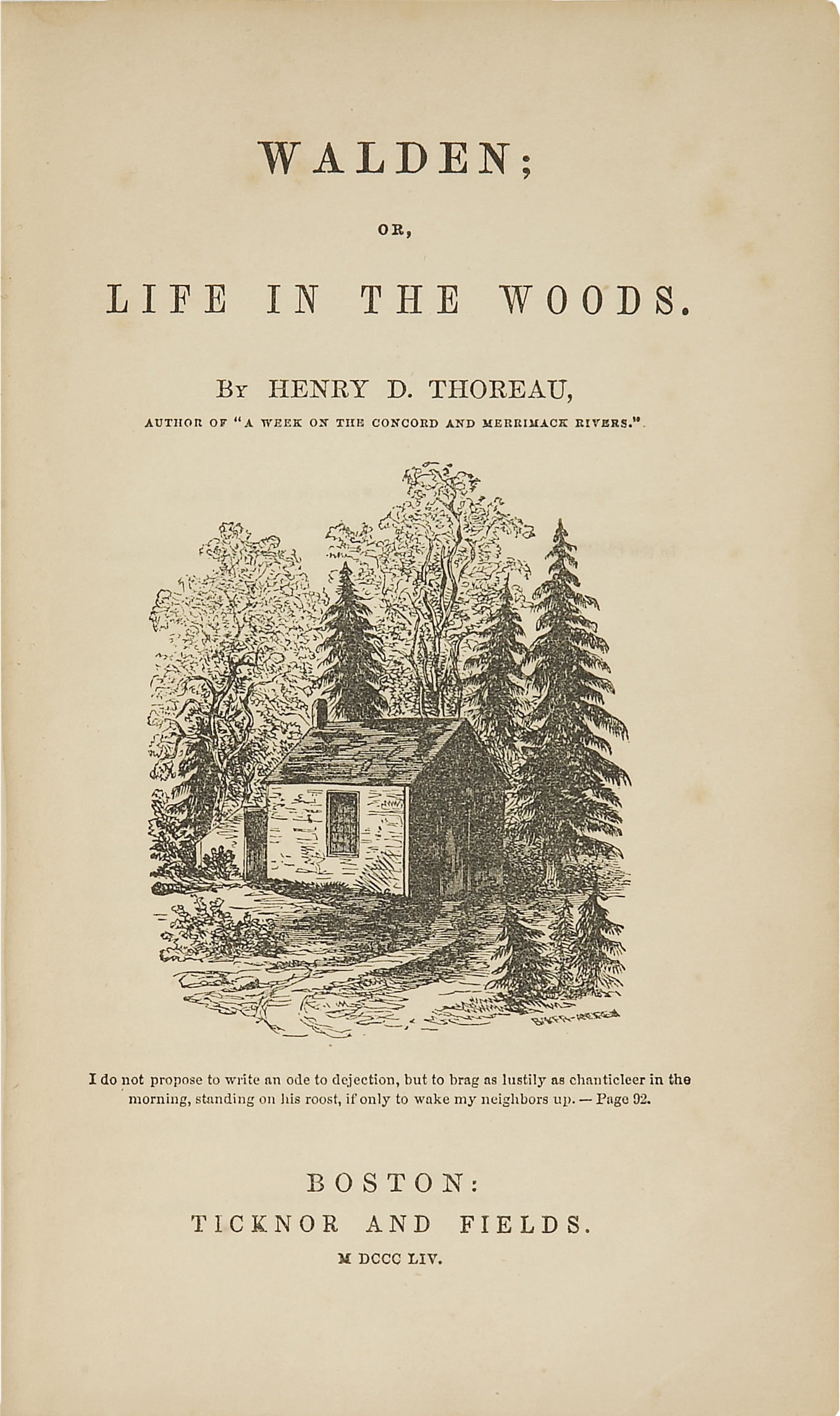
Walden por Henry David Thoreau, uma obra inicial ecoanarquista influente

 Thoreau foi um autor, poeta, naturalista, resistente a impostos, crítico de desenvolvimento, agrimensor, historiador, filósofo e importante transcendentalista americano. Ele é mais conhecido por seu livro Walden, uma reflexão sobre a vida simples em ambientes naturais, e seu ensaio A Desobediência Civil, um argumento para a resistência individual ao governo civil em oposição moral a um estado injusto. A vida simples como rejeição de um estilo de vida materialista e a autossuficiência eram os objetivos de Thoreau, e todo o projeto foi inspirado na filosofia transcendentalista. "Muitos viram em Thoreau um dos precursores do ecologismo e do anarcoprimitivismo representado hoje em John Zerzan. Para George Woodcock esta atitude pode ser motivada também por certa ideia de resistência ao progresso e de rejeição ao crescente materialismo que é a natureza da sociedade americana em meados do século XIX." O próprio John Zerzan incluiu o texto "Excursions" (1863) de Thoreau em sua compilação editada de escritos anticivilizacionais chamada Against Civilization: Readings and reflections de 1999.

### França

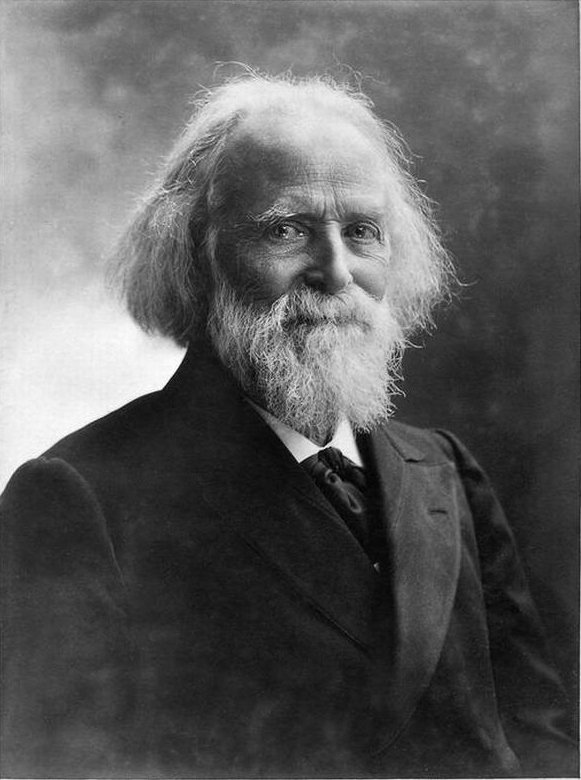
Élisée Reclus

Para o geógrafo anarquista francês Élisée Reclus, nascido em 1830, o vestuário constitui uma expressão da corrupção da sociedade, com sua hierarquia de classes e repressão sexual. Ele argumentava que viver nu era mais higiênico do que usar roupas, acreditava que era mais saudável para a pele ficar totalmente exposta à luz e ao ar para que pudesse retomar sua "vitalidade e atividade naturais" e ao mesmo tempo tornar-se mais flexível e firme. Ele também argumentava que a nudez tinha uma vantagem estética: pessoas ficam mais bonitas nuas. De acordo com ele, devido às roupas “as curvas naturais são substituídas por fileiras de botões, saias e blusas”. Reclus também cria que, sem a libertação do corpo e a liberdade para apreciá-lo plenamente, era impossível alcançar o pleno desenvolvimento da arte. Sua principal objeção ao vestuário era, contudo, moral; ele compreendia que a fixação pelas roupas causava um foco excessivo nas partes do corpo que estavam cobertas. 
O naturismo se desenvolve na França, em particular sob a influência de Reclus, no final do século XIX e início do século XX entre as comunidades anarquistas resultantes do socialismo utópico. Propagandistas franceses importantes  do anarconaturismo incluem Henri Zisly e Émile Gravelle, que colaboraram em La Nouvelle Humanité, Le Naturien, Le Sauvage, L'Ordre Naturel e La Vie Naturelle. Suas ideias eram importantes nos círculos anarquistas individualistas na França e também na Espanha, onde Federico Urales (pseudônimo de Joan Montseny) promoveu as ideias de Gravelle e Zisly em La Revista Blanca (1898–1905).
Richard D. Sonn comenta sobre a influência das visões naturistas no amplo movimento anarquista francês:
Em suas memórias de seus anos anarquistas que foram publicadas em Le Matin em 1913, Rirette Maîtrejean deu grande importância aos estranhos regimes alimentares de alguns dos compagnons. [...] Ela descreveu os "bandidos trágicos" da gangue Bonnot como se recusando a comer carne ou beber vinho, preferindo água pura. Seus comentários humorísticos refletiam as práticas da ala "naturista" de anarquistas individualistas que favoreciam um estilo de vida mais simples e "natural" centrado em uma dieta vegetariana. Na década de 1920, essa ala foi expressa pelo periódico Le Néo-Naturien, Revue des Idées Philosophiques et Naturiennes. Os contribuintes condenaram a moda de fumar cigarros, especialmente por mulheres jovens; um longo artigo de 1927 realmente conectou o tabagismo ao câncer. Outros distinguiam os vegetarianos, que proibiam o consumo de carne, dos "vegetarianos" mais rígidos, que comiam apenas vegetais. Um anarquista chamado G. Butaud, que fez essa distinção, abriu um restaurante chamado o Foyer Végétalien no décimo nono arrondissement em 1923. Outras edições da revista incluíam receitas vegetarianas. Em 1925, quando o jovem anarquista e futuro romancista policial Léo Malet chegou a Paris vindo de Montpellier, ele inicialmente se hospedou com anarquistas que operavam outro restaurante vegetariano que servia apenas vegetais, sem peixe nem ovos. A preocupação com a alimentação coincidiu com outras formas de incentivo à saúde dos órgãos, como o nudismo e a ginástica. Por um tempo na década de 1920, depois de serem libertados da prisão por atividades antiguerra e de controle de natalidade, Jeanne e Eugène Humbert se refugiaram na relativa segurança do movimento de "vida integral" que promovia banhos de sol nus e condicionamento físico, que eram vistos como integral aspectos da saúde no sentido grego de gymnos, que significa nu. Essa corrente primitivista, de volta à natureza, não era um monopólio da esquerda; os mesmos interesses foram ecoados pelos alemães de direita no período entre guerras. Na França, no entanto, essas tendências eram principalmente associadas aos anarquistas, na medida em que sugeriam um ideal de autocontrole e a rejeição de tabus e preconceitos sociais.— Richard D. Sonn 

#### Henri Zisly
Henri Zisly (nascido em Paris, 2 de novembro de 1872; falecido em 1945) foi um anarquista individualista e naturista francês. Ele participou ao lado de Henri Beylie e Émile Gravelle em muitos jornais como La Nouvelle Humanité e La Vie Naturelle, que promoviam o anarconaturismo. Em 1902, foi um dos principais iniciadores, ao lado de Georges Butaud e Sophie Zaïkowska, da cooperativa Colonie de Vaux estabelecida em Essômes-sur-Marne, em Aisne. Seu lema, “A bas la Civilisation! Vive la Nature!” (Abaixo a civilização! Viva a natureza!), resume seu pensamento.
A atividade política de Zisly, "principalmente destinada a apoiar um retorno à 'vida natural' por meio da escrita e do envolvimento prático, estimulou confrontos animados dentro e fora do ambiente anarquista. Zisly criticou vivamente o progresso e a civilização, que ele considerava 'absurdos, ignóbeis e imundos.' Ele se opôs abertamente à industrialização, argumentando que as máquinas eram inerentemente autoritárias, defendeu o nudismo, defendeu uma adesão não dogmática e não religiosa às 'leis da natureza', recomendou um estilo de vida baseado em necessidades limitadas e autossuficiência e discordou do vegetarianismo, que ele considerava 'anticientífico.'"

### Espanha
Essa relação entre anarquismo e naturismo foi bastante importante no final da década de 1920 na Espanha:
| “ | O papel de ligação desempenhado pelo grupo Sol y Vida foi muito importante. O objetivo desse grupo era fazer viagens e curtir o ar livre. O ateneu naturista, Ecléctico, em Barcelona, foi a base a partir da qual foram lançadas as atividades do grupo. Primeiro Etica e depois Iniciales, que começaram em 1929, foram as publicações do grupo, que durou até a Guerra Civil Espanhola. Devemos estar cientes de que as ideias naturistas neles expressas correspondiam aos desejos que a juventude libertária tinha de romper com as convenções da burguesia da época. Foi o que explicou um jovem trabalhador em carta ao Iniciales. Ele o escreve sob o estranho pseudônimo de silvestre del campo. "Tenho um grande prazer em estar nu na floresta, banhado pela luz e pelo ar, dois elementos naturais dos quais não podemos prescindir. Fugindo da humilde vestimenta de um explorado, (roupas que, a meu ver, são o resultado de todas as leis concebidas para tornar nossas vidas amargas), sentimos que não restam outras, apenas as leis naturais. Roupas significam escravidão para alguns e tirania para outros. Somente o homem nu que se rebela contra todas as normas representa o anarquismo, desprovido dos preconceitos de roupa imposta por nossa sociedade orientada para o dinheiro." | ” |

Isaac Puente, um influente anarquista espanhol durante as décadas de 1920 e 1930 e um importante propagandista do anarconaturismo, foi militante do sindicato anarcossindicalista CNT e da Federação Anarquista Ibérica. Puente era um defensor do feminismo, dos métodos contraceptivos, e dos cuidados de saúde gratuitos. Publicou em 1933 o livro El Comunismo Libertario y otras proclamas insurreccionales y naturistas (pt:Comunismo libertário e outras proclamações insurrecionais e naturistas), que vendeu cerca de 100,000 exemplares,:4 e escreveu o documento final para o Congresso Confederal Extraordinário de Zaragoza de 1936 que estabeleceu a principal linha política da CNT para aquele ano. Puente foi um médico que abordou sua prática médica de um ponto de vista naturista. Ele via o naturismo como uma solução integral para as classes trabalhadoras, ao lado do neomalthusianismo, e acreditava que ele dizia respeito ao ser vivo enquanto o anarquismo dirigia-se ao ser social. Ele acreditava que as sociedades capitalistas colocavam em risco o bem-estar dos humanos, tanto do ponto de vista socioeconômico quanto sanitário, e promovia o anarcocomunismo ao lado do naturismo como solução.
Essa tendência ecológica no anarquismo espanhol foi forte o suficiente para chamar a atenção da CNT-FAI na Espanha. Daniel Guérin em Anarchism: From Theory to Practice relata:

O anarcossindicalismo espanhol há muito se preocupava em salvaguardar a autonomia do que chamava de "grupos de afinidade". Havia muitos adeptos do naturismo e do vegetarianismo entre seus membros, especialmente entre os camponeses pobres do sul. Ambos os modos de vida foram considerados adequados para a transformação do ser humano em preparação para uma sociedade libertária. No congresso de Zaragoza, os membros não esqueceram de considerar o destino dos grupos de naturistas e nudistas, "inadequados à industrialização". Como esses grupos seriam incapazes de suprir todas as suas próprias necessidades, o congresso antecipou que seus delegados nas reuniões da confederação de comunas poderiam negociar acordos econômicos especiais com as outras comunas agrícolas e industriais. Às vésperas de uma vasta e sangrenta transformação social, a CNT não considerou tolice tentar atender às aspirações infinitamente variadas de seres humanos individuais. — Daniel Guérin 

### Cuba
O historiador Kirwin R. Schaffer, em seu estudo sobre o anarquismo cubano, relata o anarconaturismo como "[uma] terceira vertente dentro do movimento anarquista da ilha" ao lado do anarcocomunismo e do anarcossindicalismo. O naturismo ofereceu um movimento alternativo global de saúde e estilo de vida. Os naturistas se concentraram em redefinir a vida de uma pessoa para viver de forma simples, comer dietas vegetarianas baratas, mas nutritivas, e cultivar sua própria comida, se possível. O campo foi apresentado como uma alternativa romântica à vida urbana, e alguns naturistas até promoveram o que consideravam os benefícios saudáveis do nudismo. Globalmente, o movimento naturista contou com anarquistas, liberais e socialistas como seus seguidores. No entanto, em Cuba, uma dimensão “anarquista” particular evoluiu liderada por pessoas como Adrián del Valle, que liderou o esforço cubano para mudar o foco do naturismo de apenas saúde individual para o naturismo tendo uma função “social emancipatória”.
Schaffer relata a influência que o anarconaturismo teve fora dos círculos naturistas. Então, "[p]or exemplo, nada inerentemente impediu um anarcossindicalista no sindicato dos trabalhadores de restaurantes de Havana de apoiar os programas alternativos de saúde dos anarconaturistas e ver essas práticas alternativas como 'revolucionárias'". "Os anarconaturistas promoveram um ideal rural, uma vida simples e estar em harmonia com a natureza como formas de salvar os trabalhadores do caráter cada vez mais industrializado de Cuba. Além de promover um movimento de "volta à terra" no início do século XX, eles usaram essas imagens românticas da natureza para ilustrar o quão longe uma Cuba capitalista industrializada se afastou de uma visão anarquista da harmonia natural." O principal propagandista em Cuba do anarconaturismo foi o nascido na Catalunha "Adrián del Valle (aka Palmiro de Lidia)... Nas décadas seguintes, Del Valle tornou-se uma presença constante não apenas na imprensa anarquista que proliferava em Cuba, mas também nas publicações literárias convencionais...De 1912 a 1913 ele editou o jornal de pensamento livre El Audaz. Então ele começou seu maior trabalho editorial ajudando a fundar e editar a revista mensal de saúde alternativa que seguia a linha anarconaturista Pro-Vida.

### Outros países
O naturismo também conheceu o anarquismo no Reino Unido. "Em muitas das comunidades alternativas estabelecidas na Grã-Bretanha no início dos anos 1900, o nudismo, o anarquismo, o vegetarianismo e o amor livre eram aceitos como parte de um modo de vida politicamente radical. Na década de 1920, os habitantes da comunidade anarquista em Whiteway, perto de Stroud em Gloucestershire, chocou os residentes conservadores da área com sua nudez descarada."
Na Itália, durante o IX Congresso da Federazione Anarchica Italiana em Carrara em 1965, um grupo decidiu se separar desta organização e criou o Gruppi di Iniziativa Anarchica. Nos anos setenta, era composto principalmente por "anarquistas individualistas veteranos com orientação pacifista, naturista, etc,...".

## Criticismo
O anarcossindicalista americano Sam Dolgoff mostra algumas das críticas que algumas pessoas de outras correntes anarquistas da época faziam às tendências anarconaturistas. "Falando da vida na Colônia Stelton de Nova York na década de 1930, observou com desdém que ela, "como outras colônias, estava infestada por vegetarianos, naturistas, nudistas e outros cultistas, que desviaram os verdadeiros objetivos anarquistas." Um morador "sempre andava descalço, comia comida crua, principalmente nozes e passas, e se recusava a usar trator, opondo-se a máquinas, e não queria abusar de cavalos, então ele mesmo cavou a terra". Esses autoproclamados anarquistas eram na realidade "anarquistas de carro de boi", disse Dolgoff, "que se opunham à organização e queriam retornar a uma vida mais simples". Em uma entrevista com Paul Avrich antes de sua morte, Dolgoff também resmungou: "Estou farto desses artistas e poetas medíocres que se opõem à organização e querem apenas brincar com seus umbigos".